# Pás cudnosti

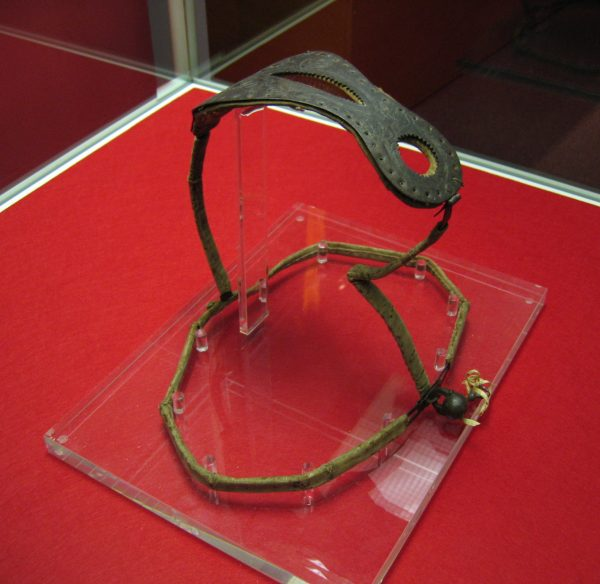
Pás cudnosti na výstavě 100 000 let sexu v Helms Museum, Hamburg-Harburg

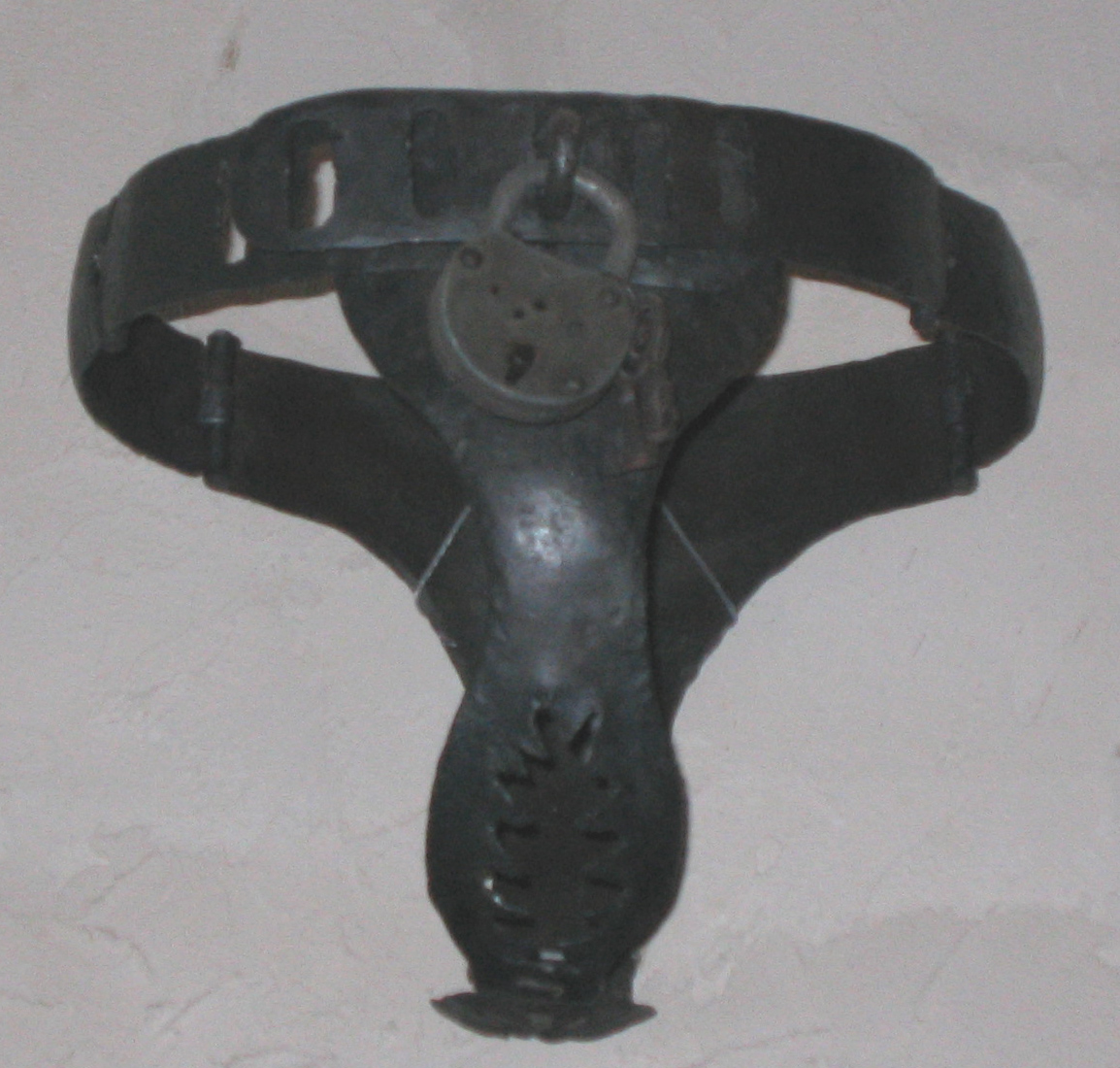
Pás cudnosti v muzeu mučicích nástrojů v Freiburg im Breisgau

Pás cudnosti je zařízení (v podstatě doplněk oděvu), které má zabraňovat sexuálnímu styku, případně masturbaci, eventálně může sloužit i jako prevence znásilnění. Může však sloužit i jako pomůcka při různých sexuálních praktikách. Dnes se používá především v praktikách BDSM. Existují jeho mužské i ženské varianty.
Pro všeobecně rozšířené představy o jeho používání a rozšíření ve středověku ve skutečnosti neexistují doklady, je pravděpodobné, že jde pouze o později rozšiřovanou legendu.

## Historie
Pásy cudnosti jsou obklopeny mýty. Počátek jejich používání je přisuzován křižáckým rytířům, kteří chtěli zabránit svým ženám pohlavnímu styku. Nicméně první důkazy pásů cudnosti se objevují až ve 14. století a pásy cudnosti v období před 20. století byly často vybaveny polstrováním, které ale vyžadovalo častou výměnu. Což znamená, že by bylo velmi nepraktické nosit je dlouhodobě bez sundání. Předpokládá se proto, že sloužily spíš jako sexuální hračka, nebo jako prostředek proti znásilnění.
Od 18. století do 30. let 20. století byla masturbace medicínou západních zemí obecně považována za škodlivou. V lékařských časopisech té doby je možno nalézt množství zmínek o používání zařízení podobných pásu cudnosti k zabránění masturbaci dětem a dospívajícím. Na patentovém úřadě USA jsou dokonce patenty na takováto antimasturbační zařízení.

## Využití v současnosti
V dnešní době jsou pásy cudnosti používány především při konsenzuálních BDSM praktikách. Jsou určeny k zabránění masturbace a většinou i erekce.
Dlouhodobě nositelné pásy cudnosti musí umožňovat základní tělesné funkce a být z materiálů, které jsou trvanlivé a které tělo dobře snáší. Ty ostatní (například všechny kožené) jsou použitelné jen na krátkodobé hry.
Dnešní bezpečné pásy cudnosti je možné dělit na dva typy:
- Typ klec, která uzavírá mužské pohlavní orgány.
- Pás cudnosti florentského typu existuje ve variantách pro muže i ženy. Často se dělá nositeli přímo na míru. Má pás kolem pasu a jakýsi „štít“, který probíhá mezi nohama a zakrývá genitálie. V místě řitního otvoru je buď otvor, nebo jsou vzadu v místě řitního otvoru místo souvislého štítu pouze řetízky či ocelová lanka.